# Уркгайм
Уркгайм (нім. Uerkheim) — громада  в Швейцарії в кантоні Ааргау, округ Цофінген.

## Географія
Громада розташована на відстані близько 60 км на північний схід від Берна, 10 км на південь від Аарау.
Уркгайм має площу 7,1 км², з яких на 11,1% дозволяється будівництво (житлове та будівництво доріг), 48,1% використовуються в сільськогосподарських цілях, 40,5% зайнято лісами, 0,3% не є продуктивними (річки, льодовики або гори).

## Демографія
2019 року в громаді мешкало 1346 осіб (+5,7% порівняно з 2010 роком), іноземців було 9,6%. Густота населення становила 190 осіб/км².
За віковим діапазоном населення розподілялося таким чином: 18,4% — особи молодші 20 років, 61,8% — особи у віці 20—64 років, 19,8% — особи у віці 65 років та старші. Було 596 помешкань (у середньому 2,2 особи в помешканні).
Із загальної кількості 363 працюючих 71 був зайнятий в первинному секторі, 98 — в обробній промисловості, 194 — в галузі послуг.